# Hélène Deschamps Adams
Pour les articles homonymes, voir Deschamps.
Hélène Marguerite Deschamps Adams, née le 30 janvier 1921 dans la concession française de Tianjin, Chine et décédée le 16 septembre 2006 à Manhattan, est une membre de l'OSS, l'ancêtre de la CIA.

## Biographie
Hélène Deschamps Adams est « élevée au Sénégal, à Madagascar et à La Réunion ». Sa famille rentre en France à la retraite de son père, un général, et s'installe à Aix-en-Provence. Elle étudie dans un couvent lors de l'invasion allemande en France et décide de rejoindre la Résistance intérieure française. En novembre 1943, elle rejoint l'OSS comme opérateur pour le réseau « Jacques », dans le cadre de l’opération Penny Farthing pilotée par Jean Alziary de Roquefort et Mario Marret. Entre 1943 et 1945, elle s'infiltre derrière les lignes allemandes et ses renseignements serviront pendant le Débarquement de Provence à l'été 1944. Elle cache aussi des parachutistes alliés et aide des familles juives à fuir en Espagne. Pendant la guerre, elle postule pour une place de secrétaire auprès de la Milice française pour avoir accès aux fichiers juifs, supprimant des noms des classeurs, sauvant les personnes concernées de la déportation. Selon Henry Hyde, le chef des renseignements américains en Afrique du Nord pendant la Seconde Guerre mondiale dans une interview pour Margaret L. Rossiter pour Les Femmes dans la Résistance, « Hélène a été très courageuse jeune femme. Elle traversait les lignes ennemies pour observer les installations allemandes. Elle a pris beaucoup de risques et fut un bon élément. »
Dans une interview pour CNN en 1996, elle raconte que ses années d'espionnage n'étaient « pas glamour, ni romantique, sans dîner à l'ambassade dans de jolies robes. [...] Vous devez oublier vos sentiments. »
Elle fut prise par la police allemande pendant une opération et battue. Après l'explosion d'une bombe, elle devient sourde d'une oreille. Lorsqu'on lui demanda pourquoi avoir rejoint les services secrets alliés, elle répond : « Je n'aimais pas l'idée que les nazis envahissent mon pays. »
Elle meurt le 16 septembre 2006 d'une insuffisance cardiaque, à l'âge de 85 ans.

## Vie personnelle
Elle épouse le premier lieutenant américain Forest E. Adams et déménage aux États-Unis en 1946. Ils ont une fille nommée Karyn Anick Monget.

## Distinction et postérité
- En 2000, elle reçoit la Distinguished Service Medal ainsi qu'une citation de l'ancien secrétaire de la défense américain William Cohen, conjointement au gouvernement français pour son travail pendant la guerre.

- Après la guerre, elle écrit The Secret War en 1980 et Spyglass : The Autobiography of Helene Deschamps-Adams en 1995.
- Elle fait aussi l'objet de plusieurs documentaires sur les femmes espionnes au cours de sa vie[2].
- Le personnage de Manon Baptiste dans Medal of Honor est basé sur Hélène Deschamps-Adams, qui fut aussi consultante lors de la création du jeu[2].